# Abriendo Puertas
Abriendo Puertas – drugi hiszpańskojęzyczny album Glorii Estefan. Płyta ukazała się 26 września 1995 roku. Na płycie znalazło się w sumie dziesięć utworów, które w warstwie lirycznej poruszały głównie tematykę świąt Bożego Narodzenia i Nowego Roku. Pod względem muzycznym album stanowi mieszankę kilkunastu gatunków muzyki latynoskiej, głównie z obszarów Kolumbii, Paragwaju, Peru i Meksyku. "Abriendo Puertas" okazał się być kolejnym wielkim sukcesem w karierze Glorii Estefan. Krążek w samej tylko Hiszpanii aż siedmiokrotnie okrył się platyną, podczas gdy w Stanach Zjednoczonych zyskał status złotego krążka. Na płycie znalazła się m.in. ballada "Mas Alla", którą Gloria wykonała podczas audiencji u papieża Jana Pawła II. Estefan była pierwszą gwiazdą muzyki rozrywkowej, która otrzymała zaproszenie od papieża na specjalny występ w Watykanie. "Abriendo Puertas" przyniósł Glorii jej drugą nagrodę Grammy w kategorii najlepsza płyta z muzyką latynoską. 

## Lista utworów
1. Abriendo Puertas
2. Tres Deseos
3. Mas Alla
4. Dulce Amor
5. Farolito
6. Nuevo Dia
7. La Parranda
8. Milagros
9. Lejos De Ti
10. Felicidad